# VfB Friedrichshafen
VfB Friedrichshafen är en sportklubb från Friedrichshafen, Tyskland, bildad 1909 och har ungefär 3 500 medlemmar[när?]. Klubben är aktiv inom flera sporter. Dess herrlag i volleyboll, som startade 1969, har nått störst framgångar. De vann CEV Champions League 2007, har blivit tyska mästare tretton gånger (1998-2002, 2005-2011 och 2015), vunnit tyska cupen sexton gånger (1998-1999, 2001-2008, 2012, 2014-2015 och 2017-2019) och tyska supercupen tre gånger (2016, 2017 och 2018). Dess badmintonsektion håller även den hög klass med spel i Bundesliga, där de som bäst blivit tvåa (2000-2001 och 2001-2002). Fotbollslaget håller vanligen till en bit ner i seriesystemet, men spelade under Nazityskland i Gauliga.